# This Just Might Be... the Truth
This Just Might Be... the Truth es el álbum debut de la banda Refused. Fue el último álbum con los guitarristas Pär Hansson y Henrik Jansson. Fue lanzado en octubre de 1994 por las discográficas Startrec (Suecia) y We Bite (EUA, Alemania). En 1997. Burning Heart y Epitaph relanzaron el álbum.
En 2018, Startracks (antiguamente Startrec) relanzó una edición limitada en vinilo, ambas en naranjo y vinilo negro.

## Lista de canciones
Todas las canciones escritas y compuestas por Refused. 
| N.º | Título            | Duración |  |
| 1.  | «Intro»           | 1:31     |  |
| 2.  | «Pump the Brakes» | 2:54     |  |
| 3.  | «Trickbag»        | 2:17     |  |
| 4.  | «5th Freedom»     | 3:16     |  |
| 5.  | «Untitled»        | 2:08     |  |
| 6.  | «Strength»        | 3:29     |  |
| 7.  | «Our Silence»     | 2:59     |  |
| 8.  | «Dust»            | 2:48     |  |
| 9.  | «Inclination»     | 2:38     |  |
| 10. | «Mark»            | 2:50     |  |
| 11. | «Tide»            | 2:07     |  |
| 12. | «Bottom»          | 2:15     |  |

## Créditos
| Refused - Dennis Lyxzén – voces - Pär Hansson – guitarras - Henrik Jansson – guitarras - Magnus Flagge – bajo - David Sandström – batería percusión | Personal adicional - Abhinanda, Shelter, Drift Apart – coros - Refused – producción, layout, coros - Thomas Skogsberg – production, mezcla - Björn Almstedt – masterización - Fred Estby – ingeniero de sonido |